# NGC 236
NGC 236 è una galassia a spirale intermedia situata nella costellazione dei Pesci.

## Descrizione
La galassia ha una classe di luminosità III  e presenta una larga riga a 21 cm dell'idrogeno neutro.

## Scoperta
NGC 236 è stata scoperta il 3 agosto 1864 dall'astronomo tedesco Albert Marth.